# Ormosia fixa
Ormosia fixa är en tvåvingeart som beskrevs av Alexander 1936. Ormosia fixa ingår i släktet Ormosia och familjen småharkrankar. Inga underarter finns listade i Catalogue of Life.